# Florin Costea
Florin Constantin Costea (ur. 16 maja 1985 w Drăgăşani) – piłkarz rumuński grający na pozycji napastnika. Od 2015 roku jest piłkarzem klubu Arsenał Tuła.

## Kariera klubowa
Karierę piłkarską Costea rozpoczął w klubie CSM Râmnicu Vâlcea. W 2004 roku awansował do kadry pierwszego zespołu. Wtedy też zadebiutował w jego barwach w drugiej lidze rumuńskiej. W 2005 roku spadł z CSM Râmnicu Vâlcea do trzeciej ligi, a w sezonie 2005/2006 ponownie występował w drugiej lidze.
W 2006 roku Costea przeszedł z Râmnicu Vâlcea do Universitatei Craiova, grającej w pierwszej lidze rumuńskiej. W niej zadebiutował 15 września 2006 w zremisowanym 3:3 domowym spotkaniu z Politehniką Iași. W debiutanckim spotkaniu zdobył gola. W sezonie 2008/2009 Costea wraz z Gheorghem Bucurem z Politehniki Timișoara zdobył 17 goli w lidze i został współkrólem strzelców Ligi I.
W 2011 roku Costea został zawodnikiem klubu Steaua Bukareszt. W sezonie 2012/2013 przeszedł do CS Turnu Severin. Z kolei latem 2013 został piłkarzem CFR 1907 Cluj.
| Sezon   | Klub                  | Kraj    | Rozgrywki | Mecze | Bramki |
| ------- | --------------------- | ------- | --------- | ----- | ------ |
| 2003/04 | Rarora Râmnicu Vâlcea | Rumunia | Divizia B | 12    | 3      |
| 2004/05 | CSM Râmnicu Vâlcea    | Rumunia | Divizia C | ?     | ?      |
| 2005/06 | CSM Râmnicu Vâlcea    | Rumunia | Divizia B | 10    | 4      |
| 2006/07 | Universitatea Krajowa | Rumunia | Liga I    | 22    | 5      |
| 2007/08 | Universitatea Krajowa | Rumunia | Liga I    | 30    | 15     |
| 2008/09 | Universitatea Krajowa | Rumunia | Liga I    | 33    | 17     |
| 2009/10 | Universitatea Krajowa | Rumunia | Liga I    | 21    | 9      |
| 2010/11 | Universitatea Krajowa | Rumunia | Liga I    | 13    | 1      |
| 2011/12 | Steaua Bukareszt      | Rumunia | Liga I    | 19    | 1      |
| 2012/13 | Steaua Bukareszt      | Rumunia | Liga I    | 1     | 0      |
| 2012/13 | CS Turnu Severin      | Rumunia | Liga I    | 14    | 8      |
| 2013/14 | CFR 1907 Cluj         | Rumunia | Liga I    |       |        |

## Kariera reprezentacyjna
W reprezentacji Rumunii Costea zadebiutował 20 sierpnia 2008 roku w wygranym 1:0 towarzyskim meczu z Łotwą.
| Mecze i gole w reprezentacji | Mecze i gole w reprezentacji | Mecze i gole w reprezentacji | Mecze i gole w reprezentacji | Mecze i gole w reprezentacji | Mecze i gole w reprezentacji | Mecze i gole w reprezentacji |
| #                            | Data                         | Stadion                      | Rywal                        | Wynik                        | Gol                          | Rozgrywki                    |
| 2008                         | 2008                         | 2008                         | 2008                         | 2008                         | 2008                         | 2008                         |
| ---------------------------- | ---------------------------- | ---------------------------- | ---------------------------- | ---------------------------- | ---------------------------- | ---------------------------- |
| 1.                           | 20.08.2008                   | Urziceni, Rumunia            | Łotwa                        | 1:0                          | 0                            | towarzyski                   |
| 2.                           | 10.09.2008                   | Thorshavn, Wyspy Owcze       | Wyspy Owcze                  | 1:0                          | 0                            | el. MŚ 2010                  |
| 3.                           | 11.10.2008                   | Konstanca, Rumunia           | Francja                      | 2:2                          | 0                            | towarzyski                   |
| 4.                           | 19.11.2008                   | Bukareszt, Rumunia           | Gruzja                       | 2:1                          | 0                            | towarzyski                   |
| 2009                         |                              |                              |                              |                              |                              |                              |
| 5.                           | 11.02.2009                   | Bukareszt, Rumunia           | Chorwacja                    | 1:2                          | 0                            | towarzyski                   |
| 6.                           | 28.09.2009                   | Konstanca, Rumunia           | Serbia                       | 2:3                          | 0                            | towarzyski                   |